# Козлов, Сергей Семёнович
Серге́й Семёнович Козло́в (4 мая 1960, Хабаровск, РСФСР, СССР — 4 января 2014, Хабаровск, Россия) — советский и российский футболист и тренер.

## Карьера

### Клубная
Воспитанник хабаровского футбола. С 1979 года по 1982 год выступал за «Амур» из Комсомольска-на-Амуре. В 1983—-1989 и 1995—1996 годах в хабаровском СКА. С 1990 года по 1994 год играл в «Океане».
В высшей лиге чемпионата России по футболу провёл 35 матчей (за «Океан» в 1992 и 1993), забил 3 мяча.

### Тренерская
Работал тренером в «Океане» и  «СКА-Энергии». С октября 2006 года по июль 2007 года — главный тренер «СКА-Энергии».